# Generalausgleich

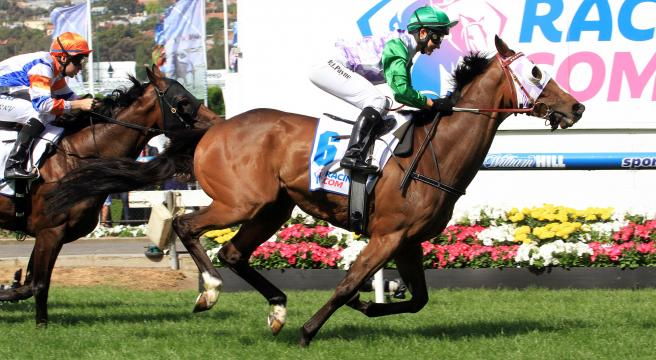
Prince of Penzance, Sieger im Melbourne Cup 2015, einem der bedeutendsten Handicap-Rennen der Welt

Im Generalausgleich (GA) werden alle Rennpferde, die auf deutschen Galopprennbahnen gelaufen sind, nach ihrer relativen Leistungsstärke rangiert. Die Leistungsunterschiede werden dabei durch Generalausgleichgewichte (GAG) abgebildet. Das GAG gibt an, welche Last ein schnelleres Pferd zusätzlich tragen müsste, um im Rennen die gleiche Geschwindigkeit wie ein langsameres Pferd zu erreichen. 
Dieses Konzept wird auch Handicap genannt. Dadurch werden die Rennen und das Wetten für die Zuschauer spannender. Das GAG ist ähnlich dem Handicap beim Golfspiel. Spielt ein guter Spieler (Handicap 0) gegen einen mittelmäßigen Spieler (Handicap 15) und erhält dieser einen Vorsprung von 15 Schlägen, dann gehen beide Spieler mit der gleichen Schlagzahl über den Platz. So kann auch der Hobbyspieler gegen Stars wie Tiger Woods gewinnen.
Handicap-Einschätzungen wie das GAG erlauben es, Pferde aufgrund ihrer bisher in Rennen gezeigten Leistungen zu vergleichen, obwohl sie noch nie direkt gegeneinander angetreten sind. Voraussetzung dafür ist, dass die Einschätzungen von fachkundigen und möglichst unparteiischen Experten (den sogenannten Ausgleichern oder Handicappern) vorgenommen werden. Diese Experten werden von den jeweiligen Rennsportbehörden, in Deutschland das Direktorium für Vollblutzucht und Rennen, für ihre Aufgabe bestellt.

## Ausgleichsrennen
Würden alle Pferde mit ihren aktuellen Generalausgleichgewichten in einem Rennen gegeneinander laufen, müssten sie theoretisch alle im sogenannten «toten Rennen», d. h. gleichauf, die Ziellinie passieren. Dies lässt sich praktisch nicht umsetzen, da es nicht sinnvoll ist, ein Rennpferd mit einem sehr großen Gewicht im Renntempo laufen zu lassen. Aus diesem Grund gibt es die Ausgleichsrennen mit entsprechenden Abzügen von der aktuellen GAG-Einschätzung.
Die Leistung eines Pferdes wird in Kilogramm (zu tragendes Gewicht) ausgedrückt. Aufgrund der jahrhundertelangen Erfahrung im Rennsport hat man festgestellt, dass ein Gewichtsunterschied von 1 kg bei einem Rennen von 1600 bis 2000 m ca. eine Pferdelänge (etwa 2,5 m) Vorteil bewirkt. Diese Relation macht man sich in den Ausgleichrennen zu Nutze, indem dort Pferde mit effektiv getragenen Gewichten (Reiter, Sattelzeug und evtl. Bleigewichte in den Satteltaschen) von 62 kg bis 50 kg gegeneinander antreten können, wodurch auch leistungsschwächere Pferde gleiche Erfolgschancen auf den Gewinn des Rennens und den dafür ausgelobten Rennpreis haben.

## International Classification
Ähnliche Handicap-Systeme wie der Generalausgleich in Deutschland gibt es in allen Ländern, in denen Galopprennsport und Vollblutzucht betrieben wird. In Frankreich heißt dieses Handicap la côte valeur (CV), in England und Irland heißt das von den offiziellen Handicappern der Rennsportbehörde vergebene Ausgleichgewicht BHB, daneben gibt es private Einschätzungssysteme der Rennsport-Presse wie die Timeform oder das Racing Post Rating (RPR). Über Umrechnungsformeln lassen sich die Ausgleichsgewichte eines Landes in die eines anderen umrechnen, ggf. erfolgt die Umrechnung über die International Classification (IC):
GAG = 40 + 0,5 ∙ IC  ⇒  IC = 2 ∙ GAG – 80;
100 kg GAG = 54,5 kg CV = 120 lbs IC = 120 lbs BHB ≈ 123 lbs RPR.
IC, BHB und RPR werden in dem englischen Gewichtsmaß Pfund (lbs) ausgedrückt.
Die Spanne des GAG reicht von ca. 40 kg für sehr schlechte Pferde bis zu ca. 110 kg für die Spitzengalopper. Einschätzungen von 110 kg und mehr wurden bisher fünfmal vergeben: 1940 für Schwarzgold, 1944 für Ticino, in den 1970er Jahren für Salvo und Star Appeal und 1986 für Acatenango.
Durch die Einbindung des deutschen Rennsports in die International Classification ist die GAG-Skala angepasst worden. Ein GAG von 110 kg oder mehr wird es dadurch wohl nicht mehr geben. Das  höchste vergebene Gewicht liegt heute bei ca. 105 kg (= 130 lbs IC), eine Einschätzung, die 2007 auch das deutsche Pferd Manduro erhalten hat.

## Vollblutzucht
Das Generalausgleichgewicht spielt nicht nur bei den Pferderennen selbst, sondern auch in der Vollblutzucht eine Rolle. Nach der deutschen Rennordnung muss ein Hengst am Ende eines Jahres eine GAG-Einschätzung von mindestens 95 kg (110 lbs IC) haben, damit er Zuchthengst werden kann (sogenanntes Anerkennungsverfahren, früher Körung).

## Ursprünge
Mit den ersten Zweier-Rennen in Newmark in England 1622 kamen Wetten vor, nach dem Prinzip «wer zuerst in Ziel kommt». Bedingt durch die Verbreitung der Pferdezucht und die Begeisterung der Anhänger des neuen Rennsports, entwickelten sich die Regeln des Wettkampfs weiter, wie zum Beispiel die Geschichte des 2000 Guineas Stakes oder des Derby bezeugen.
Das System der Leistungsbewertung über zu tragende Gewichte wurde vom englischen Admiral Henry John Rous um 1850 erfunden. Zuvor wurden die von den Pferden in Rennen zu tragenden Gewichte von ihren Besitzern frei ausgehandelt (bei den sogenannten Wettrennen, bei denen der zu gewinnende Rennpreis in den Wetteinsätzen (stakes) der Besitzer aller teilnehmenden Pferde bestand) oder richtete sich neben dem Alter und Geschlecht nach dem Stockmaß der am Rennen teilnehmenden Pferde (give and take plates).
Die ersten Galopprennen wurden in Deutschland gegen 1822 durchgeführt. Nach englischem Vorbild gab es ebenfalls im damaligen Deutschen Reich ein Regelwerk für die Berechnung von Wetten, die Bestimmungen des Berliner Union-Klubs.

## Bibliographie
- Arnim Basche, Turf. Vollblutzucht und Galopprennsport, BLV, München-Bern-Wien, 1978
- Marcellus Kaup, Die Entwicklung der Besteuerung der Glücksspiele durch das Deutsche Reich, Diss. an der staatswiss. Fak. der Königl. Eberhard-Karls-Universität Tübingen, Druckerei Robert Noske, 1906.
- Über die Berechnung s. Hermann Pfaender, Die Rennwette, Leipzig 1905, S. 35 bis 36